# Anelaphus subinermis
Anelaphus subinermis är en skalbaggsart som beskrevs av Linsley 1957. Anelaphus subinermis ingår i släktet Anelaphus och familjen långhorningar. Inga underarter finns listade i Catalogue of Life.